# Henri Cornet
Henri Cornet, francoski kolesar, * 4. avgust 1884, Desvres, Pas-de-Calais, † 18. marec 1941, Prunay-le-Gillon, Eure-et-Loir.
Henri Cornet je najbolj poznan kot najmlajši kolesar doslej, ki je kdajkoli zmagal na dirkah po Franciji.
Rojen kot Henri Jaudry je z zgolj 19 leti zmagal na drugi dirki po Franciji v letu 1904. Dirka je bila zaznamovana s številnimi problemi vključno z jeznimi gledalci, ki so v zadnji etapi metali na cesto žeblje, s čimer so primorali Corneta, da je zadnjih 40 km vozil s praznima pnevmatikama. Po vloženih pritožbah nad goljufanjem so bili prvi štirje tekmovalci (poleg prvotnega zmagovalca Maurica Garina še Lucien Pothier, César Garin in Hipollyte Aucouturier) diskvalificirani s strani posebnega raziskovalnega odbora, ki ga je oblikovala Francoska kolesarska zveza. Tako je bil Henri Cornet kljub več kot tremi urami zaostanka za prvim razglašen za skupnega zmagovalca. 
Cornet po tej začetni zmagi nikoli kasneje ni dosegel takšnega uspeha na Touru. Naslednje leto ga je moral zapustiti v 4. etapi, po njegovi drugi zmagi na dirki Pariz-Roubaix v letu 1906 se ni udeležil starta Toura 1906, prav tako ga je moral zapustiti v letu 1907. V letu 1908 mu je uspela vrnitev z 8. mestom v skupni razvrstitvi, poleg tega je v zadnji etapi te dirke zmagal na kronometru na pariškem velodromu, ki pa ni štel kot uradni del, tako tudi ne pri skupni razvrstitvi. Henri Cornet se je poslovil od Toura leta 1912, ki ga je končal na 28. mestu.